# Filozofska fakulteta v Mariboru
Filozofska fakulteta Univerze v Mariboru (kratica FF) je fakulteta, ki je članica Univerze v Mariboru. Ustanovljena je bila leta 2006 z razdelitvijo nekdanje Pedagoške fakultete. Trenutni dekan fakultete je Darko Friš.

## Oddelki
Fakulteta ima naslednje oddelke:
- Oddelek za anglistiko in amerikanistiko (predstojnik Tomaž Onič)
- Oddelek za filozofijo (predstojnik Janez Bregant)
- Oddelek za geografijo (predstojnik Uroš Horvat)
- Oddelek za germanistiko (predstojnica Saša Jazbec)
- Oddelek za madžarski jezik in književnost (predstojnica Jutka Rudaš)
- Oddelek za pedagogiko (predstojnik Edvard Protner)
- Oddelek za prevodoslovje (predstojnica Melita Koletnik)
- Oddelek za psihologijo (predstojnik Bojan Musil)
- Oddelek za slovanske jezike in književnosti (predstojnica Blanka Bošnjak)
- Oddelek za sociologijo (predstojnica Suzana Košir)
- Oddelek za umetnostno zgodovino (predstojnica Polonca Vidmar)
- Oddelek za zgodovino (predstojnik Andrej Hozjan)

## Programi
Na fakulteti se izvajajo univerzitetni nepedagoški in pedagoški študijski programi 1., 2. in 3. stopnje. Študentje lahko izbirajo med enopredmetnimi in dvopredmetnimi programi ter smermi z možnostjo vezave.

### Študijski programi in smeri:
- Angleški jezik in književnost (dvopredmetni program)
- Filozofija (dvopredmetni program)
- Geografija (dvopredmetni program)
- Germanistika
  - Germanistika (enopredmetna smer)
  - Germanistika (dvopredmetna smer)
- Madžarski jezik s književnostjo
  - Madžarski jezik s književnostjo (dvopredmetna smer)
  - Hungaristika (dvopredmetna smer)
- Pedagogika (dvopredmetni program)
- Prevajalske študije
  - Angleščina (dvopredmetna smer)
  - Nemščina (dvopredmetna smer)
- Psihologija (enopredmetni program)
- Slovenski jezik in književnost
  - Slovenski jezik in književnost (enopredmetna smer)
  - Slovenski jezik in književnost (dvopredmetna smer)
- Sociologija
  - Sociologija in interdisciplinarno družboslovje (enopredmetna smer)
  - Sociologija (dvopredmetna smer)
- Umetnostna zgodovina (dvopredmetna smer)
- Zgodovina
  - Zgodovina (enopredmetna smer)